# Laoshan BMX Field
Das Laoshan BMX Field war eine temporäre BMX-Rennbahn in Peking. Es gehörte zu den Wettkampfstätten der Olympischen Sommerspiele 2008 und lag unmittelbar neben dem Laoshan-Velodrom.
Im Dezember 2006 wurde mit dem Bau der Strecke begonnen, und 2007 im August wurde diese fertiggestellt. Sie befand sich auf einer Fläche von 1,98 Hektar. Der Startpunkt war 10 Meter breit, an anderen Punkten betrug die Breite jedoch nur 5 Meter. Die Strecke enthielt Sprünge, Flattops und andere Hindernisse. Um die Geschwindigkeit halten zu können, wurde die Strecke leicht bergab gebaut.
Vom 20. bis 21. August 2007 fanden auf der Anlage Wettkämpfe des UCI-Weltcups statt. Hierbei sollte die Tauglichkeit für die Olympischen Spiele getestet werden. Während den Spielen wurden neben der Strecke Stahlrohrtribünen mit Plastiksitzen errichtet, die 4000 Zuschauern Platz boten. Nach den Spielen verfiel die Anlage, sie wurde inzwischen abgetragen und durch andere Sportstätten ersetzt.